# Funkcja Exnera
Funkcja Exnera – parametr opisujący bezwymiarowe ciśnienie używany w meteorologii dynamicznej i oceanografii fizycznej.
W fizyce atmosfery funkcja Exnera jest zdefiniowana jako
{\displaystyle \Pi =\left({\frac {p}{p_{0}}}\right)^{R_{d}/c_{p}}={\frac {T}{\theta }},}
gdzie:
{\displaystyle p_{0}} – zazwyczaj ciśnienie 1000 hPa,
{\displaystyle R_{d}} – stała gazowa dla suchego powietrza,
{\displaystyle c_{p}} – pojemność cieplna suchego powietrza przy stałym ciśnieniu.